# Симетричний многочлен
Симетричний многочлен — многочлен від n змінних {\displaystyle \ F(x_{1},x_{2},\ldots ,x_{n})}, що не змінюється при всіх перестановках змінних. Тобто многочлен {\displaystyle F\in R[x_{1},\dots ,x_{n}]} від n змінних над комутативним кільцем R є симетричним якщо для довільної перестановки
{\displaystyle \sigma ={\begin{pmatrix}x_{1}&x_{2}&x_{3}&\ldots &x_{n}\\x_{\sigma (1)}&x_{\sigma (2)}&x_{\sigma (3)}&\ldots &x_{\sigma (n)}\end{pmatrix}}}
справедлива рівність:
{\displaystyle \ F(x_{1},\dots ,x_{n})=F(x_{\sigma (1)},\dots ,x_{\sigma (n)}).}
Симетричні многочлени утворюють підалгебру R-алгебри {\displaystyle R[x_{1},\dots ,x_{n}]} многочленів від n змінних над кільцем R.

## Приклади
Для двох змінних x1, x2 прикладами симетричних многочленів є:
- {\displaystyle x_{1}^{3}+x_{2}^{3}-7}
- {\displaystyle 4x_{1}^{2}x_{2}^{2}+x_{1}^{3}x_{2}+x_{1}x_{2}^{3}+(x_{1}+x_{2})^{4}}

для трьох змінних x1, x2, x3 наступний многочлен теж буде симетричним
- {\displaystyle x_{1}x_{2}x_{3}-2x_{1}x_{2}-2x_{1}x_{3}-2x_{2}x_{3}\,}

Наступний многочлен буде симетричний для довільного n:
- {\displaystyle \prod _{1\leq i<j\leq n}(X_{i}-X_{j})^{2}.}

Натомість многочлен:
- {\displaystyle x_{1}-x_{2}\,}

не є симетричним, оскільки після перестановки x1 і x2 одержується не рівний вихідному многочлен, x2 − x1.
Для трьох змінних прикладом несиметричного многочлена є:
- {\displaystyle x_{1}^{4}x_{2}^{2}x_{3}+x_{1}x_{2}^{4}x_{3}^{2}+x_{1}^{2}x_{2}x_{3}^{4}.}

## Особливі види симетричних многочленів

### Степеневі симетричні многочлени
Степеневими симетричними многочленами називаються суми k — их степенів змінних, тобто:
{\displaystyle p_{k}(x_{1},\ldots ,x_{n})=x_{1}^{k}+x_{2}^{k}+\cdots +x_{n}^{k}.}

### Елементарні симетричні многочлени
Елементарні симетричні многочлени мають вигляд:
{\displaystyle {\begin{aligned}e_{0}(x_{1},x_{2},\dots ,x_{n})&=1,\\e_{1}(x_{1},x_{2},\dots ,x_{n})&=\textstyle \sum _{1\leq j\leq n}x_{j},\\e_{2}(x_{1},x_{2},\dots ,x_{n})&=\textstyle \sum _{1\leq j<k\leq n}x_{j}x_{k},\\e_{3}(x_{1},x_{2},\dots ,x_{n})&=\textstyle \sum _{1\leq j<k<l\leq n}x_{j}x_{k}x_{l},\\\end{aligned}}}
і так далі до
{\displaystyle e_{n}(x_{1},x_{2},\dots ,x_{n})=x_{1}x_{2}\cdots x_{n}.}
Для довільного многочлена можна записати:
{\displaystyle e_{k}(x_{1},\ldots ,x_{n})=\sum _{1\leq j_{1}<j_{2}<\cdots <j_{k}\leq n}x_{j_{1}}\cdots x_{j_{k}}.}
Елементарні симетричні многочлени є алгебраїчно незалежними, тобто для будь-якого n > 0 не існує такого ненульового многочлена P від n змінних, що  {\displaystyle P(e_{1},\ldots ,e_{n})=0.}

### Тотожності Ньютона
Між степеневими і елементарними функціями існує залежність:
{\displaystyle ke_{k}(x_{1},\ldots ,x_{n})=\sum _{i=1}^{k}(-1)^{i-1}e_{k-i}(x_{1},\ldots ,x_{n})p_{i}(x_{1},\ldots ,x_{n}),}
Для перших кількох многочленів рівності мають вигляд:
{\displaystyle {\begin{aligned}e_{1}&=p_{1},\\2e_{2}&=e_{1}p_{1}-p_{2},\\3e_{3}&=e_{2}p_{1}-e_{1}p_{2}+p_{3},\\4e_{4}&=e_{3}p_{1}-e_{2}p_{2}+e_{1}p_{3}-p_{4},\\\end{aligned}}}
Звідси також можна навпаки визначити степеневі симетричні функції через елементарні:
{\displaystyle {\begin{aligned}p_{1}&=e_{1},\\p_{2}&=e_{1}p_{1}-2e_{2},\\p_{3}&=e_{1}p_{2}-e_{2}p_{1}+3e_{3},\\p_{4}&=e_{1}p_{3}-e_{2}p_{2}+e_{3}p_{1}-4e_{4},\\&{}\ \ \vdots \end{aligned}}}

## Теорема Вієта
Однією з причин широкого застосування елементарних симетричних многочленів є теорема Вієта: Нехай P — многочлен із коефіцієнтами з деякого поля старшим коефіцієнтом рівним одиниці. У своєму алгебраїчному замиканні цей многочлен має кількість коренів рівну його степеню (з урахуванням кратності коренів) і можна записати:
{\displaystyle P=t^{n}+a_{n-1}t^{n-1}+\cdots +a_{2}t^{2}+a_{1}t+a_{0}=(t-x_{1})(t-x_{2})\cdots (t-x_{n}),}
тоді коефіцієнти P виражаються через елементарні симетричні многочлени від його коренів. А саме:
{\displaystyle {\begin{aligned}a_{n-1}&=-x_{1}-x_{2}-\cdots -x_{n}\\a_{n-2}&=x_{1}x_{2}+x_{1}x_{3}+\cdots +x_{2}x_{3}+\cdots +x_{n-1}x_{n}=\textstyle \sum _{1\leq i<j\leq n}x_{i}x_{j}\\&{}\ \,\vdots \\a_{n-d}&=\textstyle (-1)^{d}\sum _{1\leq i_{1}<i_{2}<\cdots <i_{d}\leq n}x_{i_{1}}x_{i_{2}}\cdots x_{i_{d}}\\&{}\ \,\vdots \\a_{0}&=(-1)^{n}x_{1}x_{2}\cdots x_{n}.\\\end{aligned}}}

## Фундаментальна теорема про симетричні многочлени
Нехай R — комутативне кільце з одиницею. Тоді довільний симетричний многочлен від n змінних з коефіцієнтами з R, може бути записаний як многочлен від змінних {\displaystyle e_{1},\ldots ,e_{n}} з коефіцієнтами з R.

### Доведення
Для симетричного многочлена {\displaystyle h(x_{1},\ldots ,x_{n})\in R[x_{1},\dots ,x_{n}],} визначимо T = Th як множину усіх
наборів чисел {\displaystyle (l_{1},\ldots ,l_{n})} для яких коефіцієнт {\displaystyle x_{1}^{l_{1}},\dots ,x_{n}^{l_{n}}} в {\displaystyle h(x_{1},\ldots ,x_{n})} не рівний нулю. Визначимо розмір h, як {\displaystyle (k_{1},\ldots ,k_{n})} де {\displaystyle (k_{1},\ldots ,k_{n})} є елементом T для якого {\displaystyle k_{1}} є найбільшим з можливих, {\displaystyle k_{2}} — найбільше з можливих при даному {\displaystyle k_{1}} і т. д. Оскільки {\displaystyle h(x_{1},\ldots ,x_{n})} є симетричним, то {\displaystyle (l_{1},\ldots ,l_{n})\in T} якщо і тільки якщо кожна перестановка {\displaystyle (l_{1},\ldots ,l_{n})} належить T. Звідси випливає, що {\displaystyle (k_{1}\geq k_{2}\geq \ldots \geq k_{n})}. З використанням введеного поняття розміру всі елементи {\displaystyle R[x_{1},\dots ,x_{n}]} можна впорядкувати: якщо h1 має розмір {\displaystyle (k_{1},\ldots ,k_{n})} і h2 має розмір {\displaystyle (k_{1}',\ldots ,k_{n}')} тоді h1 > h2 якщо для деякого {\displaystyle i\in \{1,\ldots ,n-1\}} виконується {\displaystyle k_{1}=k_{1}',\ldots ,k_{i}=k_{i}'} і {\displaystyle k_{i+1}>k'_{i+1}.\,} Елементи {\displaystyle R[x_{1},\dots ,x_{n}],} що мають розмір (0, 0, …, 0) є константами, тобто елементами R.
Припустимо що {\displaystyle (k_{1},\ldots ,k_{n})} є розміром деякого симетричного многочлена {\displaystyle g\in R[x_{1},\dots ,x_{n}]}. Для невід'ємних цілих чисел d1, …, dn, розмір {\displaystyle h=e_{1}^{d_{1}}e_{2}^{d_{2}}\dots e_{n}^{d_{n}}} є рівним {\displaystyle (d_{1}+d_{2}+\dots +d_{n},d_{2}+\dots +d_{n},\ldots ,d_{n-1}+d_{n},d_{n})}. Взявши {\displaystyle d_{1}=k_{1}-k_{2};d_{2}=k_{2}-k_{3};\ldots ;d_{n-1}=k_{n-1}-k_{n},d_{n}=k_{n},} одержуємо, що розмір h рівний {\displaystyle (k_{1},\ldots ,k_{n})}. Коефіцієнт при {\displaystyle x_{1}^{k_{1}},\dots ,x_{n}^{k_{n}}} в h рівний одиниці. Звідси випливає, що існує елемент {\displaystyle a\in R,} такий, що g − ah має менший розмір ніж g.
Як наслідок для довільного симетричного {\displaystyle f\in R[x_{1},\dots ,x_{n}],} існують {\displaystyle a_{1},\ldots ,a_{m}\in R} і {\displaystyle h_{1},\ldots ,h_{m}\in R[x_{1},\dots ,x_{n}]} такі, що {\displaystyle f-a_{1}h_{1}-\dots -a_{m}h_{m}} має розмір (0, 0, …, 0). Це завершує доведення теореми.